# Bauge
Pour l'abri de certains mammifères, voir Bauge (zoologie).

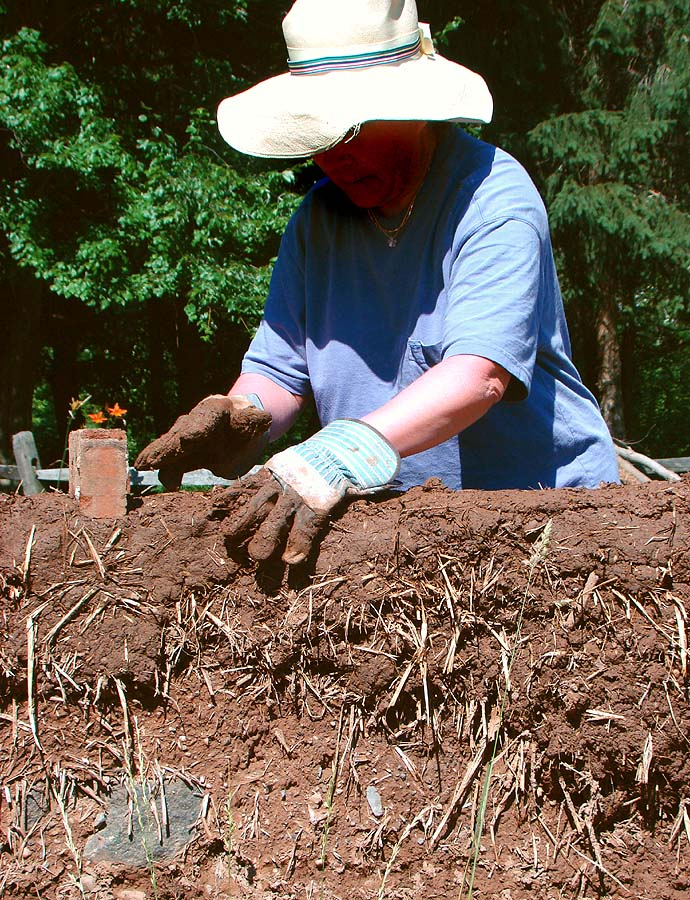
Montage d'un mur en bauge (2007).

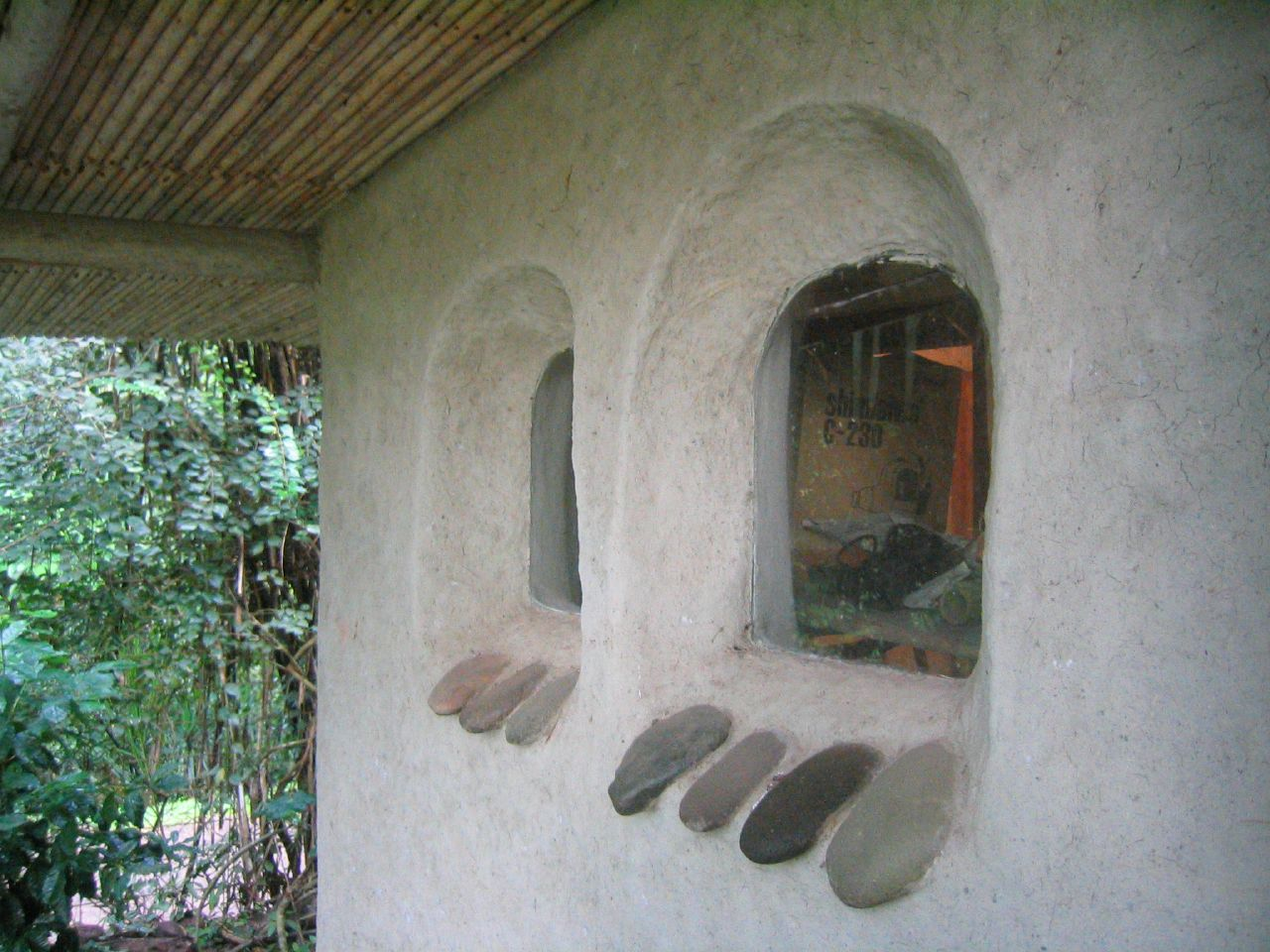
Sous l'enduit, mur de bauge d'un magasin au Costa Rica.

La bauge est une technique de construction servant à monter des ouvrages monolithiques en terre crue. La terre, tirée généralement du site de construction, est mélangée à de l'eau pour atteindre un état plastique, puis empilée par motte pour former des ouvrages. Les surfaces verticales de ces ouvrages sont retaillées après un court temps de séchage, avant que la terre ne durcisse complètement. La bauge peut constituer des murs porteurs de plusieurs étages.   
La bauge est l'une des techniques de construction les plus anciennes, et reste aujourd'hui utilisée dans de nombreux pays. Elle s'inscrit dans la famille des techniques de construction en terre, au côté du pisé, de la maçonnerie en brique de terre (adobe), du torchis, des enduits de terre, ou de techniques plus récentes tels que la terre allégée, la terre coulée, ou la BTC.

## Description

### Terminologie - Une diversité de noms et de mises en œuvre
La bauge désigne une technique composite, du fait de son ancienneté et de son universalité. 
| Pays               | Noms traditionnels |
| ------------------ | --- |
| Afghanistan        | pakhsa |
| Belgique           | tourton |
| Rep. Tchèque       | nakladani, valek, války |
| Afrique de l'est   | daga |
| France             | bauge, bigôt, bouzillage, caillibotis, coque, daube, gachcoul, mâsse, mâssé, mur d’argile, paio-bard, paillebart, paillebort, palhobard, pâtons de mâssé, terre, torchis |
| Allemagne          | lagenlehmbau, lehmweller, wellertechnik |
| Hongrie            | vályog |
| Iran               | chinch |
| Irak               | tawf |
| Irlande            | tempered clay |
| Italie             | atterati, maltone, massone |
| Madagascar         | tamboho, tovam-peta |
| Portugal           | terra empilhada, terra modelada |
| Espagne            | chamizo, muro amasado, pared de mano, terra apilado, terra amassado, fang[Quoi ?]                                                                                        |
| Slovaquie          | lepanice, nakladana stavba, vykladanie, valok |
| Soudan             | jalous |
| Turquie            | pasha |
| Royaume-Unie       | clay dab, clay dabbin, clob, clom, cob, dab, daubin, dung wall, korb, mudwall, mud walling, puddled earth, tai clom, tai mwd, tai prid, witchert, wychert                |
| Afrique de l'Ouest | banco, banko, terre de bar, swish |
| Yémen              | zabour, zabur |

Le terme bauge en France a été généralisé par les écrits savants, afin de pouvoir y regrouper l'ensemble des techniques similaires et mieux communiquer à échelle nationale. Ainsi, certaines mises en œuvre vernaculaires  qualifiées de bauge se rapprochent beaucoup de l'adobe, du torchis ou du pisé.

### Présence géographique
La bauge est répandue en Europe, Afrique, Asie et Amérique. On compte au moins 200 000 bâtiments en bauge en Europe, dont 50 000 en Allemagne, 40 000 dans le Devon (Grande-Bretagne), 30 000 en Ille-et-Vilaine et 20 000 dans la Manche. Cependant, d'autres études relatent 300 000 bâtiments en bauge rien qu'en France. En France, on rencontre de la bauge principalement en Bretagne (pays de Rennes) et en Normandie (marais du Cotentin et du Bessin, Eure), mais aussi dans le marais breton vendéen, dans la Sarthe, dans la Vienne, ou encore dans le Pas-de-Calais.
En Europe, on la retrouve principalement dans les milieux ruraux, du fait de l'espace nécessaire à sa mise en œuvre, de l'épaisseur conséquente des murs, ainsi que du temps de séchage pouvant constituer une gène en milieu urbain.

### Histoire de la bauge
Les plus anciennes traces de la bauge remontent au Néolithique, mais celles-ci sont difficilement détectables du fait de sa grande ressemblance avec le sol, et de la faible connaissance des archéologues pour les techniques de construction en terre. La micromorphologie peut aider à mieux reconnaître les techniques de construction en terre sur les sites archéologiques.
En France, les bâtiments les plus anciens encore debout datent du XVIe siècle, mais la plupart ont été édifiés aux XVIIIe et XIXe siècles. Le bauge connait un déclin vers la fin du XIXe siècle du fait de la transformation de la société paysanne et de l'industrialisation des techniques de construction. Les techniques de terre sont délaissées progressivement jusqu'à la disparition de leur savoir-faire vers le milieu du XXe siècle. Depuis le milieu des années 1970, la bauge (comme l'ensemble des techniques de terre) fait l'objet d'un intérêt de la part d'architectes et de scientifiques, pour diverses raisons (potentiel écologique, social, patrimonial). Sensibilisées, des associations régionales (Tiez Breiz, Biomasse Normandie) ont commencé à "redécouvrir" et réapprendre les mises en œuvre locales de la bauge. Diverses formations à destination d'artisans et d'habitants ont été mises en place autour des années 1980, afin de créer un tissu d'acteurs sensibilisés et capables d'entretenir le bâti en bauge. Puis, des institutions telles que le Parc naturel régional des Marais du Cotentin et du Bessin ont intensifié le développement de la bauge, en finançant des programmes de conservation du bâti en terre local. En parallèle, des expérimentations pour « moderniser » la technique ont été menées, telles que la préfabrication, le coffrage des murs, la mécanisation de la mise en œuvre, ou l'amélioration thermique des murs en bauge.

### Construction traditionnelle en bauge
En Bretagne, la construction débute par l'édification d'un solin en pierre de hauteur variable (selon les ressources locales et la richesse des propriétaires). La largeur du solin (et donc du mur) peut varier de 50 cm jusqu'à 1 m. Les fondations dépassent rarement 50 cm de profondeur.
La terre est généralement extraite sur le lieu de la construction (d'où les nombreuses mares autour des maisons en bauge) sous la couche de terre végétale. Cette terre doit être moyennement argileuse : suffisamment pour qu'elle possède une bonne cohésion, pas trop pour qu'elle ne fissure pas. La terre est ensuite piétinée par les hommes ou des animaux afin d'y incorporer les végétaux (paille, bruyère, ajonc, fougère, etc.) ou des poils ou crins animaux.
Une fois ce mélange réalisé, on dresse (à la fourche en général) des couches successives sur le mur qui sont tassées au fur et à mesure à coup de trique (sorte de manche en bois). Ces couches dépassent largement de la largeur finie du mur. On réalise ainsi une levée d'environ 60 cm de hauteur. On laisse ensuite deux semaines s'écouler afin que la levée se tasse puis on rectifie ensuite le mur grâce à un outil tranchant, le paroir (sorte de bêche plate), en se tenant debout sur le haut de la levée et en tranchant l'excédent de terre. Les encadrements de fenêtres et les poutres sont placés au fur et à mesure de la construction.

### Bauge en tant que mortier
En maçonnerie, la bauge pouvait aussi désigner un mortier de terre. Composé de terre franche (au sens de terre argileuse) ou d'argile, de paille hachée ou de foin, ou même de l'un et de l'autre, il servait à faire l'aire (la chape) sur les planchers, ou le hourdage (remplissage) entre les poteaux des cloisons.

### Potentiel pour l'architecture contemporaine
La bauge possède beaucoup de qualités pour répondre aux enjeux de l'architecture contemporaine :
- Faible cout en énergie lors de la mise en œuvre traditionnelle[17]
- Réutilisation infinie des matériaux si la terre n'est pas stabilisée
- Grande variabilité de formes et de mise en œuvre
- Développement d'une économie locale de construction
- Confort thermique, hydrique et acoustique apporté par la terre

Cependant, son développement vers une utilisation plus conventionnelle est freinée par plusieurs nœuds : 
- Absence de normes/règles professionnelles sur la technique, complexifiant l'assurabilité des ouvrages en bauge.
- Filière peu développée et régionalisée par rapport aux techniques conventionnelles
- Image et symbolique négative de la technique (la bauge renvoie à la pauvreté, la fragilité, l'archaïsme)
- Temps et méthodes de mise en œuvre peu compatibles avec les procédés de construction contemporains

Cela ne l'empêche pas de trouver son public et d'être utilisée par nombre de personnes, notamment des auto-constructeurs, des associations militantes, des entreprises de patrimoine, des institutions publiques ou des habitants sensibles à ses qualités.